# ادمواسی، لسر پلاند ویوودشیپ
ادمواسی، لسر پلاند ویوودشیپ (به لاتین: Adamowice, Lesser Poland Voivodeship) در لهستان است که در Gmina Gołcza واقع شده‌است.

## خصوصیات
ادمواسی ۹۵ نفر جمعیت دارد.